# Татары (племя)
Тата́ры (монг. татар, ср. монг. ᠲᠠᠲᠠᠷ; др. тюрк. ‏𐱃𐱃𐰺‎) — крупное средневековое монгольское или тюркское племя, проживавшее на северо-востоке современной Монголии.
В историографии Центральной Азии татар традиционно принято относить к монгольским племенам, вышедшим из среды шивэй. Часть исследователей относят татар к тюркоязычным племенам, происходящим от токуз-огузов. Как полагают, татары могли общаться на тюрко-монгольском пиджине, а в их этногенезе, предположительно, кроме монгольских племён приняли участие тюркские и отчасти согдийские компоненты.
Кочевья татар занимали районы озера Буйр-Нур и реки Халхин-Гол южнее реки Керулен, а также часть Внутренней Монголии. В настоящее время — этническая группа в составе некоторых монгольских народов, современное самоназвание некоторых тюркских народов, а также племён в составе других тюркских народов (например, алчи-татары в составе казахов).

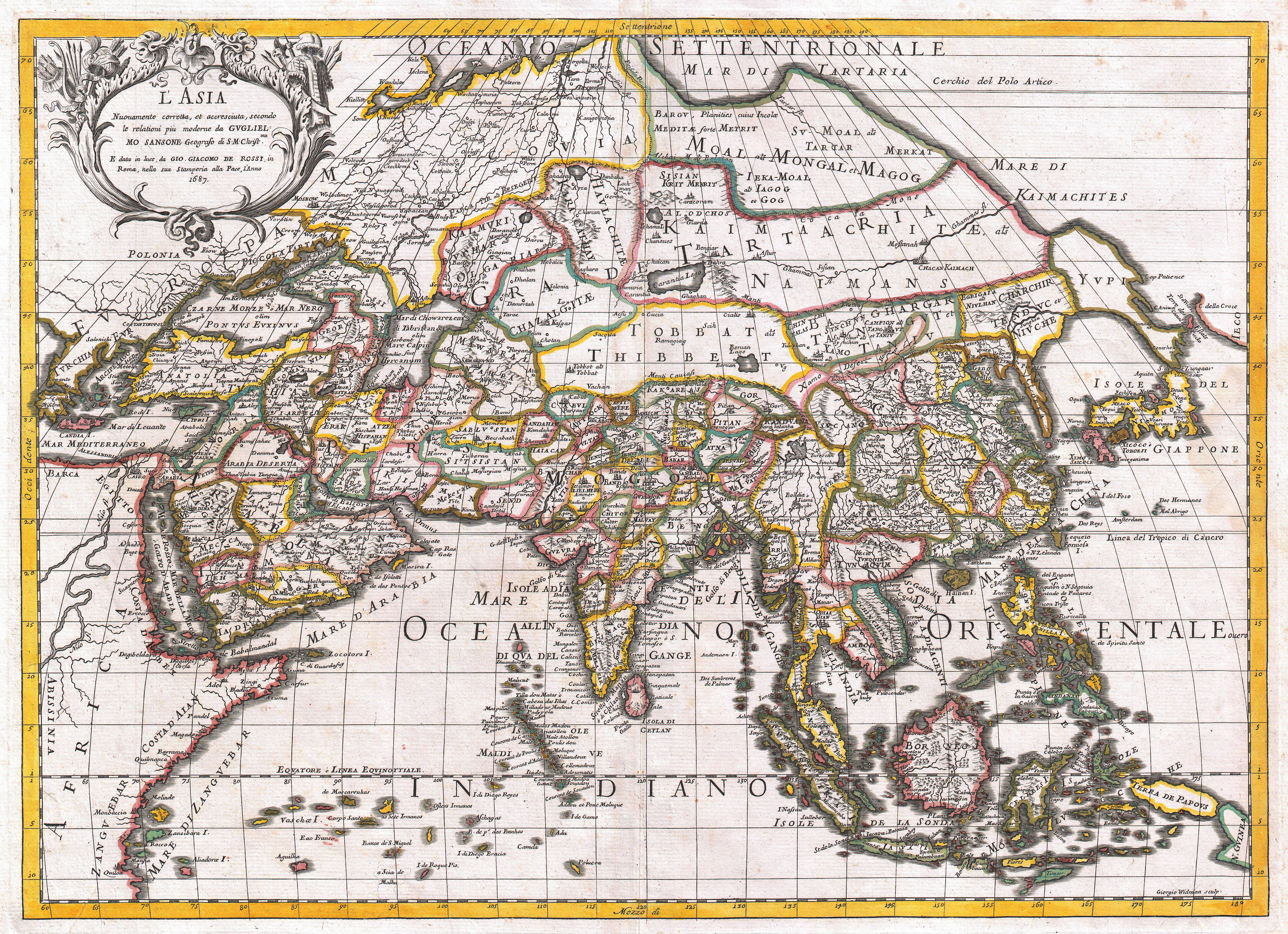
Татары (Su-Moal, Tartar) на карте Джованни Джакомо Де Росси. 1687 г.

## Этноним

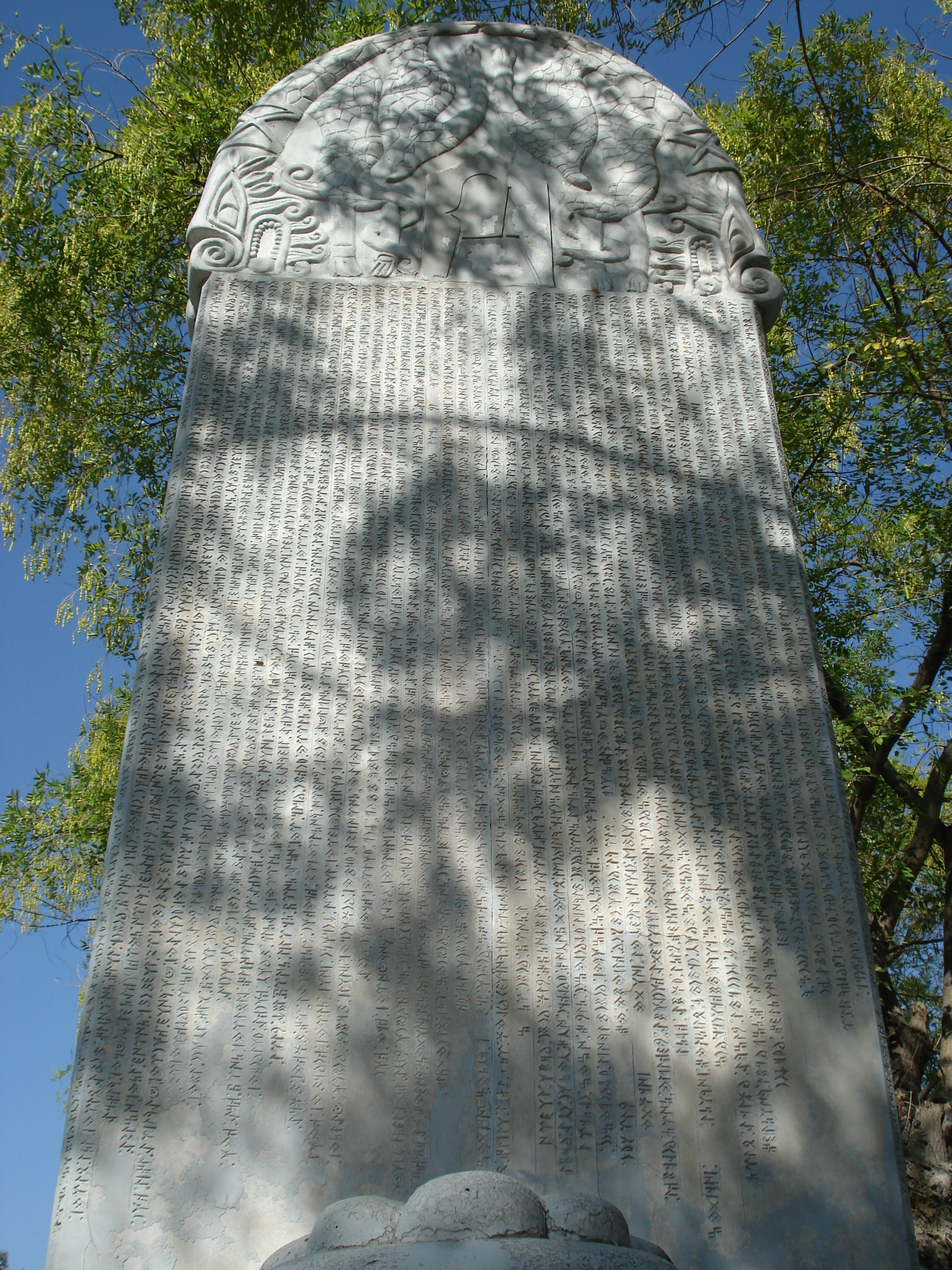
Орхоно-енисейские надписи

Предположительно, этноним «татар» появился во времена древних монголоязычных жужаней в V в. Согласно С. Г. Кляшторному, название племени татар восходило к имени кагана кочевых жужаней Датаня, ставшего обозначением нового народа. В «Истории династии Сун», жужани упоминаются под именем жуйжуй, другим названием которых являлось датань или тань-тань.
Этноним «татар» был записан на Орхоно-енисейских камнях как др. тюрк. ‏𐰆𐱃𐰔⁚𐱃𐱃𐰺⁚𐰉𐰆𐰑𐰣‎ (латиницей — Otuz Tatar Bodun, перевод — Род тридцати татар) и др. тюрк. ‏𐱃𐰸𐰔⁚𐱃𐱃𐰺‎ (латиницей — Tokuz Tatar, перевод — Девять татар). В VI—VII вв. союз татарских племён назван в орхонских надписях «тридцатью татарами» (отуз татар), а в середине VIII в. они названы «девятью татарами» (токуз татар). С тридцатью татарами отождествляют протомонгольские племена шивэй, тогда как девятью татарами в источниках часто называют собственно татар, в составе которых традиционно выделяют девять крупных родов.
Как писал В. В. Бартольд, именем татар, встречающимся в орхонских надписях, впоследствии называли себя монголы. Название татар было широко распространено начиная с эпохи орхонских надписей, т. е. с VIII в.; в X в. название присутствует в рукописи Туманского, в XI в. — у Махмуда Кашгарского. По всей вероятности, так с самого начала назывались народы, говорившие на монгольском языке. По мнению Бартольда, «очевидно, народы монгольского происхождения, говорившие на монгольском языке, сами всегда называли себя татарами. После Чингиз-хана это слово в Монголии и в Средней Азии было полностью вытеснено словом монгол».
В. Я. Бутанаев и Ю. С. Худяков пишут, что в древнетюркских надписях татарами обозначались монгольские племена. В китайской политической и историографической традиции, начиная с Сунского времени (X в.), также преобладало наименование монголов татарами (да-да).
Согласно П. Пеллио, татары орхонских надписей были монголоязычны, при этом их титулатура сохраняла некоторые следы тюркского влияния. По Н. Ц. Мункуеву, «китайцы, которые столкнулись с некоторыми из этих племён, распространили их название на все монгольские и даже немонгольские племена, обитавшие на территории современной Внешней и Внутренней Монголии и Западной и Южной Маньчжурии».
Согласно британской энциклопедии, татары орхонских надписей — тюркоязычные племена. Кроме того, согласно Британнике, они были близки по происхожеднию куманам или кыпчакам.
Согласно российскому и советскому востоковеду Л. Р. Кызласову, татары орхонских надписей (токуз татар и отуз татар) были тюркоязычны и были частью тюркского народа токуз-гузов. При этом Кызласов против отождествления татар орхонских надписей с дада из китайских источников. Однако Очир считает, что датань ~ дадань ~ дада в китайских источниках с IX века действительно обозначали татар, которые были упомянуты в древнетюркских орхонских надписях как отуз-татар и токуз-татар, а китайцы называли их жужанями. В географическом трактате X века «Худуд аль-алам», написанном на персидском языке, сообщается, что татары были частью тогузгузов, а у Гардизи — частью кимаков. Известия о татарах, от которых отделились кимаки, по Маркварту, подтверждает факт движения на запад отюреченных, по мнению Бартольда, монгольских элементов. Минорский же отождествлял токуз-гузов с государством Кочо в восточном Тянь-Шане, основанным уйгурскими беженцами после распада Уйгурского каганата:263-265, основатели которого принадлежали к конфедерации токуз-огузов:94:155-157.
В XI веке караханидский ученый Махмуд аль-Кашгари включил татар в число тюркских народов. Он помещал татар к западу от кыргызов.
Тюрки по происхождению — двадцать племен. Все они восходят к Тюрку, сыну Иафета, сыну Ноя, да пребудет с ними благословение Божие, — они соответствуют детям Рума, сына Исава, сына Исаака, сына Авраама, да пребудет с ними благословение Божие.
[В следующем списке] я очерчу географическое положение каждого из их племен в восточном мире. Они перечислены в порядке [с Запада] на Восток, как языческие, так и мусульманские, начиная с тех, которые ближе всего к Руму. Сначала идет: Баджанак, затем: Кифджак, затем: Угуз, затем: Ямк, затем: Башгирт, затем: Ясмил, затем: Кай, затем: Ябаку (англ. Yabaku), затем: Татар, затем: Киркиз. Последнее ближе всего к Сину. Все эти племена находятся напротив Рума, простираясь на восток...
Кашгари также писал, что татары были двуязычными, говоря на тюркском языке наряду со своим собственным, то же самое он сообщал и о ябаку, басмылах и чомулях. Однако имеющиеся данные свидетельствуют о том, что ябаку, басмылы и чомюли были тюркоязычными народами; поэтому М. Ф. Кёпрюлю приходит к выводу, что в XI веке ябаку, басмылы, чомюли, кайи и татары могли говорить на караханидском диалекте, родном для Кашгари, а также на своих собственных тюркских диалектах, однако диалекты этих народов настолько существенно отличались от караханидского, что Кашгари считал их другими языками. Питер Гольден также отмечает, что Кашгари использует слово «тюрк» то для обозначения только тюрков-караханидов, то для тюркоязычных людей в целом:506.
Иная трактовка сообщений Махмуд аль-Кашгари была дана Бартольдом. Как пишет Бартольд, область Отюкен, постоянно упоминаемая в орхонских надписях как место обитания тюрков, по Махмуду Кашгарскому, находилась в его время в стране татар. То, что язык татар отличался от тюркского, было известно и Махмуду Кашгарскому. Он упоминает татар среди не чисто «турецких» народностей и пишет, что они кроме своего языка знали и «турецкий». Согласно Бартольду, данное сообщение говорит о том, что монголы уже тогда доходили на запад до района, где соседями их с разных сторон были «турецкие» племена.
По мнению Кляшторного, название татар было тюркским обозначением монголов, и это имя привилось за монголами не только в Средней Азии и на Ближнем Востоке, но и на Руси и в Западной Европе. Как пишет В. В. Ушницкий, этноним «татар» использовался тюрками только для обозначения «чужаков», то есть народов, не говорящих по-тюркски. Тюркские племена своих монголоязычных соседей также называли «тат» или «тат-ар».
По версии итальянского францисканца Джованни Плано Карпини, приведённой в книге «История Монгалов, именуемых нами Татарами», этноним «татар» происходит от названия одноимённой реки:
Есть некая земля среди стран Востока, о которой сказано выше и которая именуется Монгал. Эта земля имела некогда четыре народа: один назывался Йека-Монгал, то есть великие Монгалы, второй назывался Су-Монгал, то есть водяные Монгалы, сами же себя они именовали Татарами от некоей реки, которая течет чрез их страну и называется Татар; третий народ назвался Меркит, четвертый — Мекрит.
В версии брата Бенедикта содержатся дополнительные сведения:
Моал [по-тартарски] — земля, монголы — означает [имя] жителей земли. Однако сами [они] называют себя тартары от [названия] большой и стремительной реки, которая пересекает их землю и называется Татар. Ибо тата на их языке означает [по-латыни] "тащить", а тартар — "тянущий".
В послании 1241 г. император Фридрих II замечает: «И нам неизвестно, по месту или по происхождению называются они Тартарами». Фома Сплитский, со ссылкой на тех, «кто с особым вниманием исследовал этот предмет», сообщает: «Название же тартары не является собственным именем народа, но они зовутся так по названию какой-то реки, которая протекает в их краях; или же, как считают некоторые, тартар [по-монгольски] означает ‘множество’» (Фома Сплитский. XXXVII). Сведения Фомы Сплитского, знакомого с донесениями францисканской миссии 1245 г., отражают учёные споры второй половины XIII в. В частности, он цитирует книгу брата Иоанна, когда пишет: «Их страна расположена в той части света, где восток соединяется с севером, и упомянутые племена на своем родном языке называют себя монголами» (Фома Сплитский. XXXVII).

## История

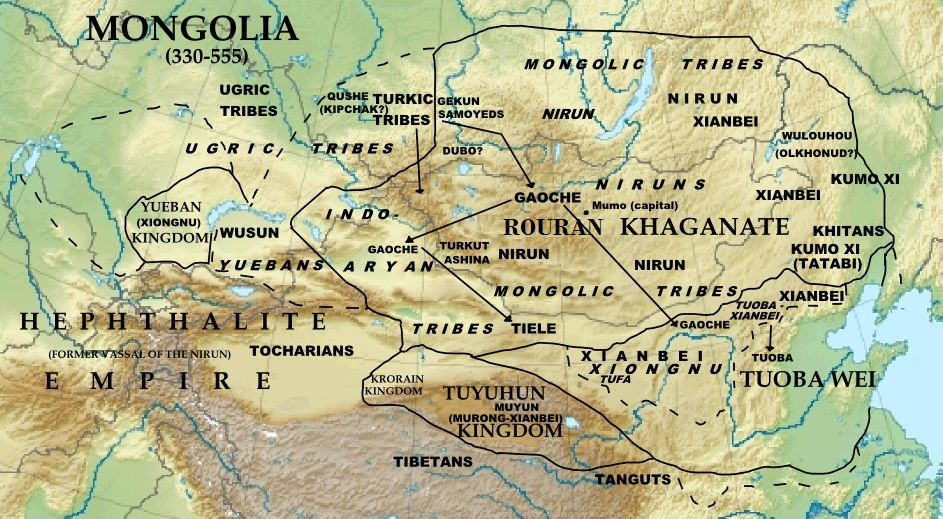
Жужаньский каганат. Период появления этнонима «татар».

Согласно Рашид ад-Дину, татары были «покорителями и владыками большей части [монгольских] племен и областей, [выдаваясь своим] величием, могуществом и полным почетом». «Их имя издревле было известно в мире. От них отделились многочисленные ветви. Все то племя [состояло] из семидесяти тысяч домов [или семей]».
В. В. Трепавлов пришел к выводу, что утверждение о прежнем могуществе и известности татар восходит к временам Жужаньского каганата и прочих монгольских кочевых объединений. Этноним татар С. Г. Кляшторный возводит к имени кагана кочевых жужаней Татань (Юйцзюлюй Датань), ставшего обозначением нового народа. Согласно реконструкции С. Е. Яхонтова, иероглифическое написание датань произносилось в V в. н. э. как *dadar/*tatar. «Отуз татары» — та самая группа племён, входивших ранее в государство жужаней, которая сплотилась в 20-е гг. V в. вокруг Датаня/Татара.
Шивэй. Общемонгольский период (VI—VII вв.). Предки татар в это время принадлежали к южным шивэям, известным в качестве племени улохоу. Поскольку татары отождествляются с шивэями, то подразумевается их монголоязычие.
Шивэй-татары (VIII—IX вв.). В рунических надписях были известны в качестве токуз и отуз-татар. В районе Буир-Нура обитали хэйчэчжэ-шивэи, тележные шивэи. В истории династии Тан, где рассказывается о падении Уйгурского каганата, упоминаются хэйчэзцы (чернотележники) шивэи, которых считают тождественными татарам. Именно к ним бежал Уцзю-каган, собрав все остатки Уйгурского каганата.
В 842 г. татары были покорены войсками Кыргызского каганата. Татары упоминаются в записях китайского чиновника Ли Дэюя как враги кыргызов и союзники последнего уйгурского кагана. В том же году кыргызы вели переговоры с китайцами, кыргызский полководец Табу-хэцзу сообщил китайским министрам, что ими были покорены Аньси (Куча), Бэйтин (Бишбалык) и дада (татары). Столкновение между армиями татар и кыргызов произошло в районах Ганьсу или Восточного Туркестана и привело к утере татарами своей независимости, признанием кыргызского сюзеренитета в виде выплаты дани.

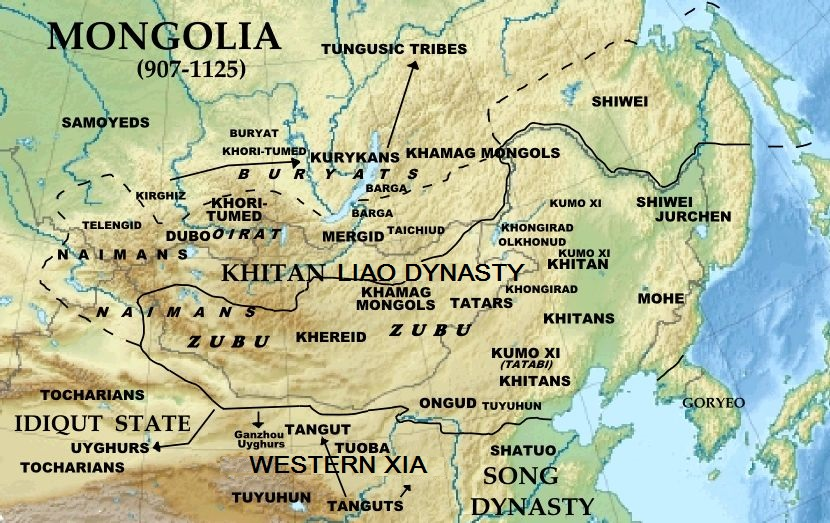
Расселение монгольских племен в X—XII веках. Татары в составе цзубу.

Татарское великодержавие (X—XI вв.). В X—XI вв. под именем цзубу татарские племена осваивают всю территорию Монголии. Махмуд Кашгари, живший в XI в., называет обширный регион между Северным Китаем и Восточным Туркестаном «Татарской степью». Согласно С. Г. Кляшторному и М. Горелику, татары с X—XII вв. обитали вдоль Великой Китайской стены от Синьцзяна до Маньчжурии.
В киданьских источниках татары были известны как цзубу. В начале XI в. часть шивэй ушла от киданей на юг, к горам Иньшань, затем распространились на запад до реки Керулен. В этот период татары обитали вдоль всей Китайской стены вплоть до Джунгарии. В татарский союз племён цзубу входили кереиты, найманы, меркиты, джалаиры и другие монголоязычные племена.
Татары упоминаются в составе кимаков, откочевавших в западные степи после поражений цзубу от киданей. При этом в отношении кимаков существуют версии тюркского и монгольского происхождения. По сведениям автора IX в. Ибн-Хордадбеха, дошедшим в передаче автора XI в. Гардизи, кимаки происходили из татар. Согласно одной из версий, из кимакских татар происходили Бейбарс, Кутуз и другие мамлюкские султаны Египта и Сирии XIII в. Татарское происхождение, как полагают исследователи, также имели куны (токсобичи) и каи. Кимаки, куны и каи откочевали на запад после крупного восстания племён цзубу против киданей в 1026—1027 гг. При этом С. М. Ахинжанов кимаков и каев отождествлял с кумоси.
Буир-нурский период (XII в.). Татары выделились в качестве отдельного племенного союза в результате распада цзубу. Именно татары способствовали распаду государства Хамаг-монголов и улуса Есугея.
В XII в., после того как татары на некоторое время захватили политическую гегемонию в степях, татарами стали называть все степное население от китайской стены до сибирской тайги. Китайскими средневековыми историками татары (в широком смысле) делились на три части:
- Белые татары — кочевники, живущие южнее пустыни Гоби, вдоль Великой Китайской стены. Большую часть их составляли онгуты. Советский и российский востоковед Л. Р. Кызласов писал, что белые татары относились к степным тюркоязычным племенам[3]. В. В. Бартольд к числу белых татар относил монголоязычных хунгиратов, живших около Китайской стены[48].
- Чёрные татары жили в степи и занимались скотоводством. В число чёрных татар включались кереиты. Как пишет Кызласов, чёрные татары относились к монголам[3].
- Дикие татары — южносибирские племена охотников и рыболовов. Они не знали ханской власти и управлялись старейшинами. К числу «диких» племен, то есть охотников и рыболовов, относились древние урянхаи, уги[47] (мохэ)[49], а также другие многочисленные и разрозненные лесные племена[47]. Дикие татары в дальнейшем были известны как хойин-иргэн[50].

Китайский посол Чжао Хун, который упоминал три вышеназванные группы татар в работе «Мэн-да бэй-лу», связывал их происхождение с тюрками-шато. Он писал: «Земли, на которых впервые возвысились татары, расположены к северо-западу от земель киданей. Племена татар происходят от особого рода шато… Их имеется три вида: белые, черные и дикие».
Кроме вышеназванных групп также в литературе упоминаются следующие объединения:
- Водяные[52] (приморские)[53] татары. Они упоминаются у П. Карпини как су-монгал[36] и отождествляются с племенем усуту-мангун и алакчинами. Исследователи название водяные татары связывают с приангарскими[54], приаргунскими и приамурскими татарами[53]. С водяными татарами связано упоминание татарского города Алакчин[54]. У Абульгази имеются следующие сведения: «есть большой город, вокруг которого находится поблизости множество селений, где располагались в большом числе кочевые племена. Их лошади были велики… Все они были пеги по цвету, других не имелось. Недалеко от этого города, называемого Алакчин, имелся серебряный источник, поэтому все котлы, блюда и вазы… были из серебра»[55][56]. Ю. А. Зуев считал, что город Алакчин располагался в истоках Ангары либо в районе восточного побережья оз. Байкал[55]. Существует версия, согласно которой перевод названия «су-монгол» как «водяные монголы» ошибочен. Возможно, что выражение «су-монгол» может значить «монголы, принадлежащие августейшему», то есть монголы, покоренные Чингисханом. Плано Карпини употреблял это выражение по отношению к татарам, одному из монгольских племён, покоренных Чингисханом. В переводе с монгольского «су» значит «обладающий счастьем — величием» или «августейший». В китайских анналах имеется термин «су-татар»[57].
- Восточные татары. Под именем восточных татар в китайских источниках упоминались монголоязычные дауры и их соседи тунгусо-маньчжуры[58][59].

### Татары в составе Монгольского государства

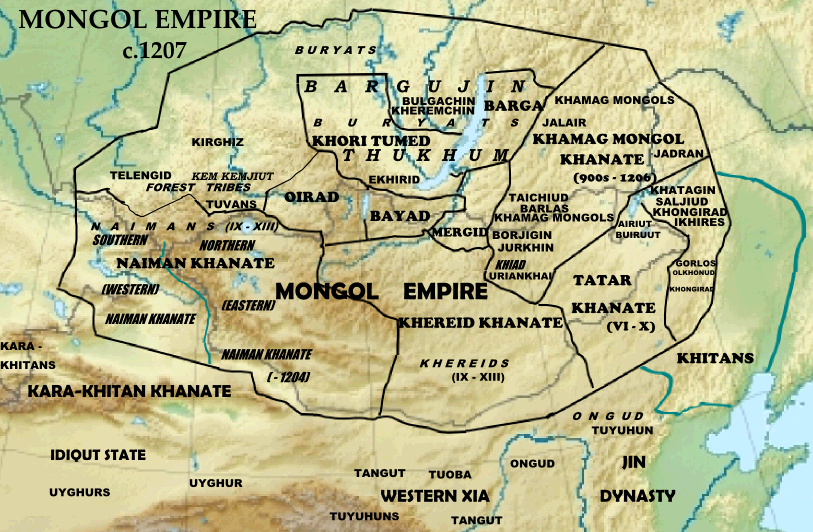
Монгольская империя в 1207 г.

Согласно «Сокровенному сказанию монголов», племя татар было одним из самых могущественных врагов Чингисхана. В 1202 году Темуджин выступил против татар, и в результате этого похода татары были разгромлены. Однако вопреки распространённому мнению о том, что все татары были казнены, за исключением малолетних детей, татарские воины упоминаются в Западном походе Батыя.
В армии Чингисхана татары служили в качестве боевого авангарда, отчего в Европе именем татар стали обозначать монгольских воинов и племена. Победное имя татар шло впереди монгольских войск. Это известие укрепилось в Европе ещё со слов папских послов П. Карпини и Г. Рубрука, побывавших в Монгольской империи, и венгерского монаха Юлиана. Они с удивлением поведали, что татары — это имя не завоевателей, а покорённого народа. Так Г. Рубрук узнал, что татары представляли собой одно из племён, живших рядом с монголами и способствовавших возвышению Чингисхана, которых он «повсюду посылал вперед… и отсюда распространилось их имя, так как везде кричали „Вот идут татары“».
С образованием Великого Монгольского государства в начале XIII в. одна часть «девяти татар» вошла в состав центрального мингана, перешла к Бортэ-хатун, а другая отошла к западному тумену, попала под власть татарского Их Хутакт-нойона. В XIV—XVI веках большая часть татар находилась в Восточной Монголии под властью Батумунху Даян-хана и его потомков. Внуки Даян-хана — Төгс тайджи и Цээлэй — правили татарским племенем; Баяндара, сын Барсболда, управлял белыми татарами. Большинство из них обосновалось в Южной (Внутренней) Монголии.
Татарками по происхождению были Есугэн и Есуй — супруги Чингисхана. Также татарского происхождения был Шиги-Хутуху — высокий чиновник, сын знатного татара, усыновлённый матерью Чингисхана Оэлун. Будущий Чингисхан был назван в честь пленённого Есугеем татарского вождя Тэмуджина-Уге, которого Есугей победил накануне рождения сына.
Хотя Рашид ад-Дин не включал татар в число так называемых коренных монголов, в ряде источников к дарлекин-монголам принято причислять все монголоязычные племена, не относившиеся к нирун-монголам. В их число входят татары, кереиты, меркиты, ойраты, найманы, баргуты и другие монгольские племена.

## Татарские роды
Традиционно принято считать, что татары состояли из девяти крупных родов. Согласно Аюудайн Очиру, во второй половине XII в. татары обитали в Восточной степи и бассейне реки Халх гол и состояли из следующих родов: тутуклиуд (тутагуд), алчи, куйн, биркуй, терат, камаши, ниучи, буйрагуд и айрагуд.
В литературе встречаются и другие родовые имена татар:
- тутукулйут[38] (тутуклиуд, тутагуд[8], дутаут[64], дутагуд, тутухлигуд[67])
- алчи[38]
- чаган[38] (цагаан татар[67], белые татары[8])
- куин[38] (куйн[8], чжуин[64], жүйн[68], хүйтэн[67])
- терат[38] (дарид)[67]
- баркуй[38] (биркуй)[8]
- камаши (камачи)[38]
- ниучи[69]
- нераит[38]
- хойин[38] (лесные татары)[52]
- буйрагуд[8] (буйрууд)[64]
- айрагуд[8] (айриуд)[64]
- алухай[64]
- дорбен-татар[64] (известно, что татары были в союзе с племенем дурбан)[70]

По данным монгольского летописца Санан-Сэцэна, во времена Чингисхана в состав су-монголов (татар) входили следующие роды:
- мангыт
- унгут (онгут)
- чурчыт[71] (чурчит, чжурчжэни)[72]

Согласно Б. З. Нанзатову, следующие современные бурятские роды имеют татарское происхождение:
- шошолог — потомки рода тутуклиуд
- тэртэ — потомки рода терат
- саганы, расселённые по Иркуту и Китою[73], один из хонгодорских родов тункинских бурят[74]

Саганы в составе хонгодоров отождествляются с племенем урсут. Как пишет В. В. Ушницкий, урсутами называли представителей татарского племени, бежавших от Чингисхана в Приангарье.

## Современность
Ныне в Монголии татары (татари) проживают в составе халха-монголов в сомоне Матад Восточного аймака и сомоне Асгат Сүхбаатарского аймака. На территории Внутренней Монголии проживают носители родовых имён татар, татаруд, цаган татар (белые татары), айригуд, буйригуд. Род цагаан татар входит в состав чахаров и онниутов Внутренней Монголии.
Согласно Б. З. Нанзатову, потомки татар также проживают среди бурят. Согласно его исследованиям, бурятский род тэртэ — потомки татарского рода терат, другой бурятский род шошолог — потомки татарского рода тутуклиуд. Этнонимы шошолог и тутуклиуд сводятся к понятию «имеющие правителя», но тутуклиуд — мирного (то есть в мирное время), а шошолог — военного (то есть в военное время). Часть средневековых приангарских татар-тутуклиутов могла сменить этноним по двум причинам: либо со сменой общинно-кочевого периода военно-кочевым, либо в связи с преследованием Чингисханом татарских племён. По второй причине татары-тутуклиут могли трансформировать этноним на близкий по значению и скрыться от преследований. Близкий сюжет о былой многочисленности шошолоков и почти полном уничтожении племени врагами упоминают устные предания данного рода. Род чочолиг также отмечен в составе баргутов. Также в числе потомков татар Б. З. Нанзатовым названы саганы, расселённые по Иркуту и Китою, один из хонгодорских родов тункинских бурят.
В Монголии проживают носители следующих родовых фамилий: татар, татаар, цагаан татар, тэрт, тэртэ, шошолог, шошоолог, шошлог, алши, айраг, айраг боржигон, айраг боржигин, буйр, буйргууд, буйрууд, буйруут, тутаг, хуйд, хуйн, хуйт, хүйн, хүйтэн.
В состав хазарейцев входят племена, имеющие татарское происхождение: татар, алчин.
Как полагает Ж. М. Сабитов, алшыны в составе казахов являются потомками алчи-татар. Согласно В. В. Ушницкому, кангаласцы — этническое ядро якутов имеют татарское происхождение. Часть средневековых татар, предположительно, вошла в состав хакасов, дав им самоназвание «тадар». Как указывают хакасские легенды, появление самоназвания «тадар» среди минусинских кыргызов связано именно с монгольскими завоеваниями. Татары упоминаются как один из родов кочевых узбеков.
В наше время в России, Украине, Беларуси, Польше и Литве проживают тюркские народы, имеющие в своём самоназвании этноним «татар» (татарлар): татары (вкл. поволжские, сибирские, астраханские, польско-литовские и др.), крымские татары, чулымцы, хакасы, шорцы, телеуты, которые называют себя тадарлар и прочие.